# Jogos Asiáticos de 1951
Os Jogos Asiáticos de 1951 foram a primeira edição do evento multiesportivo, realizada treze anos após a última edição dos Jogos do Extremo Oriente. Originalmente a serem realizados em 1950, foram adiados devido aos prazos de finalização das obras não terem sido atingidos no tempo necessário. O evento foi realizado em Déli, na Índia, que teve seu logotipo formado pelo sol vermelho, símbolo do Conselho Olímpico da Ásia e por onze argolas douradas entrelaçadas, representando os países participantes.

## Países participantes
Onze países participaram do evento:
| - Afeganistão - Filipinas - Índia - Indonésia - Irão - Japão | - Birmânia - Nepal - Singapura - Sri Lanka - Tailândia |

## Esportes
Sete esportes, divididos em provas, formaram o programa desta primeira edição:
- Atletismo
- Basquetebol
- Ciclismo
- Futebol
- Levantamento de peso
- Natação
- Saltos ornamentais

## Quadro de medalhas
País sede destacado.
| Ordem | País      | Medalha de ouro | Medalha de prata | Medalha de bronze |     |
| ----- | --------- | --------------- | ---------------- | ----------------- | --- |
| 1     | Japão     | 24              | 21               | 15                | 60  |
| 2     | Índia     | 15              | 16               | 20                | 51  |
| 3     | Irã       | 8               | 6                | 2                 | 16  |
| 4     | Singapura | 5               | 7                | 2                 | 14  |
| 5     | Filipinas | 5               | 6                | 8                 | 19  |
| 6     | Sri Lanka |                 | 1                |                   | 1   |
| 7     | Indonésia |                 |                  | 5                 | 5   |
| 8     | Myanmar   |                 |                  | 3                 | 3   |
| TOTAL | TOTAL     | 57              | 57               | 55                | 169 |